# مدرسة ليبيتسك لطياري المقاتلات
مدرسة ليبيتسك المقاتلة التجريبية (بالألمانية: Kampffliegerschule Lipezk)‏، والمعروفة أيضًا باسم WIWUPAL من اسمها المقنع الألماني، Wissenschaftliche Versuchs- und Personalausbildungsstation، محطة التجارب العلمية والشخصية) كانت مدرسة تدريب سرية للطيارين المقاتلين التي يديرها الرايخويهر الألماني في ليبيتسك، الاتحاد السوفيتي، لأن ألمانيا كانت محظورة بموجب معاهدة فرساي من تشغيل سلاح الجو، وسعت إلى وسائل بديلة لمواصلة التدريب والتطوير لمستقبل لوفتفافه. اليوم هو موقع قاعدة ليبيتسك الجوية.

## خلفية

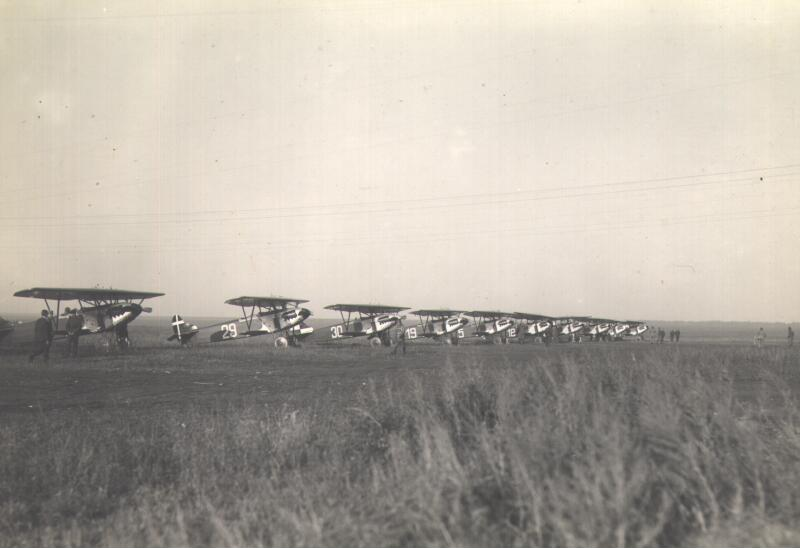
Fokker D.XIII في ليبيتسك

معاهدة فرساي، الموقعة في 28 يونيو 1919، منعت ألمانيا من تشغيل أي شكل من أشكال القوات الجوية بعد أن خسرت البلاد الحرب العالمية الأولى. في البداية، حظرت أيضًا إنتاج واستيراد أي شكل من أشكال الطائرات في البلاد. في عام 1922، تم إسقاط البند المتعلق بالطائرات المدنية وتمكنت ألمانيا من إنتاج الطائرات مرة أخرى، وتلا ذلك في عام 1923 مع استعادة البلاد السيطرة على مجالها الجوي. ومع ذلك، لا يزال تشغيل أو إنتاج الطائرات لأغراض عسكرية محظورًا. 
كان الجيش الألماني، Reichswehr، مدركًا تمامًا لقيمة الحرب الجوية وكان مصممًا على عدم التأخر كثيرًا في المعرفة والتدريب. لهذا الغرض تم استكشاف وسائل بديلة ، خارج ألمانيا. 
قامت ألمانيا بتطبيع علاقاتها مع الاتحاد السوفياتي في عام 1922 بتوقيع معاهدة رابالو. في ذلك الوقت، كان كلا البلدين منبوذين في المجتمع العالمي. 
في البداية، كانت ألمانيا غير راغبة في خرق معاهدة فرساي. غير أن هذا الموقف تغير في عام 1923، عندما احتلت القوات الفرنسية والبلجيكية منطقة الرور بعد تقصير ألمانيا في تعويضاتها. في ضوء أحداث Ruhrkampf، أمر الجيش الألماني بـ 100 طائرة جديدة من فوكر في هولندا، من بينها 50 طائرة Fokker D.XIIIs ‏ المطورة حديثًا. بالإضافة إلى ذلك، طلبت البحرية الألمانية أيضًا عددًا صغيرًا من الطائرات. 
مع نهاية Ruhrkampf في سبتمبر، كانت ألمانيا في حيرة بسبب كيفية المضي في الطائرات المطلوبة والتي كان من المقرر تسليمها في عام 1924. في هذه المرحلة، تم الاتصال بالاتحاد السوفييتي، وأظهر اهتمامًا بتطوير الطائرات الألمانية في البلاد. كان المصنع الألماني يونكرز اعمل بالفعل في منشأة إنتاج للطائرات العسكرية بالقرب من موسكو منذ عام 1923. 
في يونيو 1924، أصبح العقيد المتقاعد هيرمان فون دير ليث تومسن ممثلاً دائمًا لـ Reichswehr 's Truppnamt، هيئة الأركان العامة السرية للجيش الألماني، في موسكو. في الوقت نفسه ، تم إرسال سبعة مدربين ألمان إلى سلاح الجو الأحمر. في 15 أبريل 1925 ، وقع Lieth-Thomsen عقدًا لإنشاء مدرسة تجريبية مقاتلة ألمانية في ليبيتسك. 

## روابط خارجية
- ليبيتسك باللغة الألمانية الأرشيف الفيدرالي الألماني - تاريخ وصور المدرسة التجريبية المقاتلة